# Amerika (Vale LP)
Amerika è un singolo della cantautrice italiana Vale LP, pubblicato il 18 giugno 2021.

## Descrizione
Il brano, scritto dalla stessa cantautrice, è prodotto da Francesco Fedele.

## Video musicale
Il video musicale, diretto da Beatrice Chima, è stato pubblicato in concomitanza all'uscita del brano attraverso il canale YouTube della cantautrice.

## Tracce
Testi e musiche di Valentina Sanseverino.
1. Amerika – 3:16